# Liste der Abgeordneten zum Kärntner Landtag (3. Wahlperiode)
Diese Liste der Abgeordneten zum Kärntner Landtag (3. Wahlperiode) listet alle Abgeordneten zum Kärntner Landtag in der 3. Wahlperiode auf. Die 3. Wahlperiode umfasste lediglich eine Session, wobei die Landtagssitzungen zwischen dem 20. August 1870 und dem 2. September 1870 durchgeführt wurden. Insgesamt wurden in der 3. Wahlperiode lediglich 10 Landtagssitzungen durchgeführt.

## Landtagsabgeordnete
| Name                  | Wahlkreis                                                                       | Anmerkungen |
| --------------------- | ------------------------------------------------------------------------------- | ----------- |
| Burger Johann         | Grundbesitzer                                                                   |             |
| Christallnig Alfred   | Grundbesitzer                                                                   |             |
| Cnobloch Karl von     | Grundbesitzer                                                                   |             |
| Ebner Alex            | Städte und Märkte (Spittal, Gmünd, Obervellach, Oberdrauberg)                   |             |
| Edlmann Ernst         | Grundbesitzer                                                                   |             |
| Frey August           | Städte und Märkte (Handels- und Gewerbekammer)                                  |             |
| Gironcoli Alois       | Landgemeinden (St. Veit, Friesach, Gurk, Althofen, Eberstein)                   |             |
| Gobanz Josef          | Städte und Märkte (St. Veit, Feldkirchen)                                       |             |
| Goëß Anton von        | Grundbesitzer                                                                   |             |
| Götz Josef            | Landgemeinden (Villach, Paternion und Rosegg)                                   |             |
| Hermann Emanuel       | Städte und Märkte (Klagenfurt)                                                  |             |
| Hillinger Karl        | Städte und Märkte (Völkermarkt, Bleiburg, Kappel)                               |             |
| Hock Gustav           | Landgemeinden (Klagenfurt, Ferlach, Feldkirchen)                                |             |
| Hueber Josef von      | Grundbesitzer                                                                   |             |
| Jäger Filipp          | Landgemeinden (Wolfsberg, St. Leonhard, St. Paul)                               |             |
| Jessernig Gabriel von | Städte und Märkte (Klagenfurt)                                                  |             |
| Luggin Josef          | Städte und Märkte (Villach)                                                     |             |
| Leitgeb Hubert        | Landgemeinden (St. Veit, Friesach, Gurk, Althofen, Eberstein)                   |             |
| Mertlitsch Hermann    | Landgemeinden (Völkermarkt, Eberndorf, Bleiburg, Kappel)                        |             |
| Millonig Johann       | Landgemeinden (Hermagor, Tarvis, Arnoldstein und Kötschach)                     |             |
| Moro Leopold von      | Städte und Märkte (Handels- und Gewerbekammer)                                  |             |
| Nagel Leopold         | Städte und Märkte (Handels- und Gewerbekammer)                                  |             |
| Nischelwitzer Oswald  | Grundbesitzer                                                                   |             |
| Petritsch Mathias     | Landgemeinden (Villach, Paternion und Rosegg)                                   |             |
| Pichler David         | Landgemeinden (Spittal, Millstatt, Gmünd, Greifenburg; Obervellach, Winklern)   |             |
| Prinzhofer Wilhelm    | Städte und Märkte (Friesach, Straßburg, Hüttenberg, Althofen)                   |             |
| Pucher Albert         | Landgemeinden (Völkermarkt, Eberndorf, Bleiburg, Kappel)                        |             |
| Ritter Valerius       | Städte und Märkte (Wolfsberg, St. Leonhard, St. Andrä, St. Paul, Unterdrauberg) |             |
| Schweighard Josef     | Landgemeinden (Wolfsberg, St. Leonhard, St. Paul)                               |             |
| Stockert Karl         | Landgemeinden (Klagenfurt, Ferlach, Feldkirchen)                                |             |
| Tauerer Josef         | Landgemeinden (Spittal, Millstatt, Gmünd, Greifenburg; Obervellach, Winklern)   |             |
| Thurn Georg           | Grundbesitzer                                                                   |             |
| Tschabuschnigg Adolf  | Grundbesitzer                                                                   |             |
| Unterberger Franz     | Landgemeinden (Hermagor, Tarvis, Arnoldstein und Kötschach)                     |             |
| Weindorfer Johann     | Städte und Märkte (Hermagor, Tarvis, Malborgeth, Bleiberg-Kreuth)               |             |
| Wiery Valentin        | Virilstimme                                                                     |             |